# Johan Lundberg (litteraturvetare)
Bo Johan Lundberg, född 8 december 1960, är en svensk kulturskribent och litteraturvetare.

## Biografi
Lundberg är uppväxt i Umeå och började 1982 studera vid Uppsala universitet där han 1992 disputerade på avhandlingen Den andra enkelheten. Studier i Harry Martinsons lyrik 1935–1945. Han är docent i litteraturvetenskap vid Institutionen för kultur och estetik vid Stockholms universitet. Lundberg var mellan åren 1990 och 2007 fast litteraturkritiker i Svenska Dagbladet. Han var chefredaktör för tidskriften Tvärsnitt 2002–2004 samt för Axess magasin 2007–2012. Lundberg publicerade våren 2007 ett antal artiklar i Expressen som lade grunden till den så kallade OEI-debatten, samt initierade hösten 2008 en debatt om kulturkonservatism i samma tidning.
Lundberg bodde i slutet av 1970-talet i ett socialistiskt kollektiv i Umeå och räknade sig under 1980-talet som tillhörande högerfalangen inom Socialdemokraterna. Han har senare betraktat sig som kulturkonservativ med liberalkonservativ inriktning. och har varit starkt kritisk mot den svenska så kallade "kulturvänstern", från upplysningstraditionens perspektiv, inte minst i boken Ljusets fiender (2013). Han har även varit kritisk mot vad han betraktar som identitetspolitik.
Under sommaren 2009 var Lundberg och Christopher Rådlund kuratorer för konstutställningen Figurationer på Edsviks konsthall i Sollentuna. Utställningen gav tillsammans med kuratorernas bok Figurationer (2009) upphov till en av 00-talets mest livfulla svenska konstdebatter.
Johan Lundberg tilldelades 2011 Gunnar Heckschers stipendium för reformvänlig konservatism.

### Professorsansökan 2016
2016 ansökte Lundberg om befordran till professor vid Stockholms universitet. Hans ansökan fick stöd av de två sakkunniga, vilka var professorer i litteraturvetenskap i Lund och Åbo. Lärarförslagsnämnden och prorektorn vid Stockholms universitet gjorde dock en annan bedömning än de sakkunniga. Bland annat hänvisades till att Lundberg inte sysslat tillräckligt med administration, endast hade fyra intyg som styrkte hans pedagogiska skicklighet, inte hade undervisat på forskarnivå under de senaste åren samt inte heller genomgått en högskolepedagogisk utbildning om minst 15 högskolepoäng. Trots att det sistnämnda visade sig inte vara ett krav för befordran, blev Lundberg inte professor utan är fortfarande (2020) docent.
Fallet ledde 2017 till en livlig debatt, där flera konservativt eller liberalt sinnade skribenter och akademiker samt stiftelsen Academic Rights Watch försvarade Lundbergs ansökan och hävdade att han var utsatt för diskriminering som följd av sin kritiska hållning till vissa litteraturteoretiska perspektiv och trender. Lars Lönnroth, professor emeritus i litteraturvetenskap vid Göteborgs universitet, skickade i protest tillbaka det diplom han mottog som jubeldoktor vid Stockholms universitet 2015.